# Police (ort i Tjeckien, Zlín)
Police är en ort i Tjeckien.   Den ligger i regionen Zlín, i den östra delen av landet, 260 km öster om huvudstaden Prag. Police ligger 413 meter över havet och antalet invånare är 544.
Terrängen runt Police är platt åt nordväst, men åt sydost är den kuperad. Terrängen runt Police sluttar norrut. Runt Police är det ganska tätbefolkat, med 214 invånare per kvadratkilometer. Närmaste större samhälle är Vsetín, 16,1 km sydost om Police. Omgivningarna runt Police är en mosaik av jordbruksmark och naturlig växtlighet.